# Zygmunt Kozłowski
Zygmunt Kozłowski (1. května 1831 Malawa – 9. nebo 10. října 1893 Lvov) byl rakouský politik polské národnosti z Haliče, v 2. polovině 19. století poslanec Říšské rady.

## Biografie

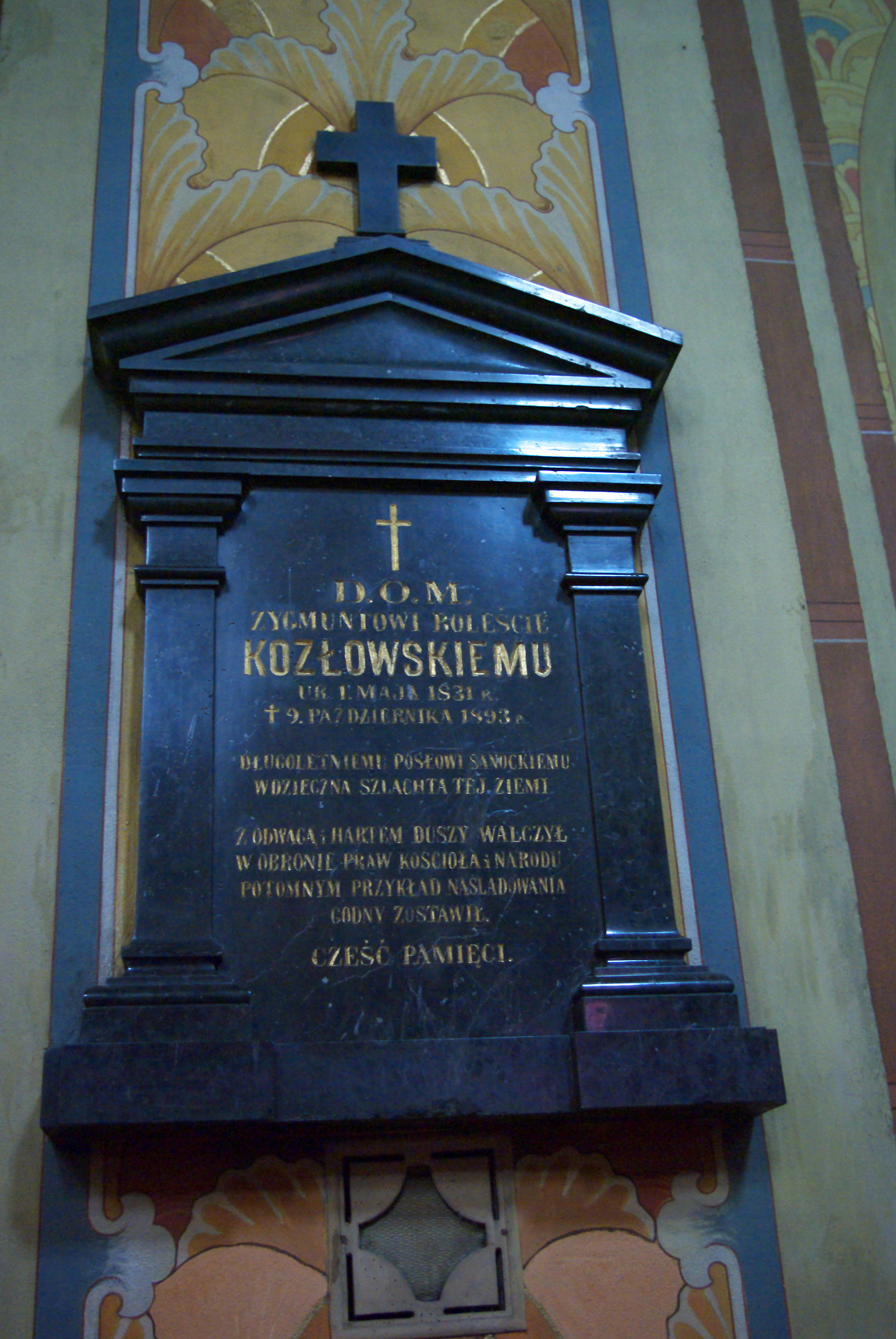
Epitaf Zygmunta Kozłowského ve farním kostele v Sanoku.

Byl šlechtického původu. Patřilo mu panství Rożubowice.
Od roku 1865 zasedal jako poslanec Haličského zemského sněmu. Byl i poslancem Říšské rady (celostátního parlamentu), kam usedl v prvních přímých volbách roku 1873 za kurii velkostatkářskou v Haliči. Mandát zde obhájil ve volbách roku 1879. V roce 1873 se uvádí jako rytíř Sigmund von Kozlowski, statkář, bytem Stanisławczyk. V parlamentu zastupoval v roce 1873 opoziční slovanský blok. Byl členem poslanecké frakce Polský klub.
Zemřel v říjnu 1893.